# اكسيل بيليغاسين
اكسيل بيليغاسين (بالألمانية: Axel Bellinghausen)‏ (17 مايو 1983 زيغبورغ ألمانيا - ) هو لاعب كرة قدم ألماني، يلعب كلاعب وسط.

## وصلات خارجية
اكسيل بيليغاسين على موقع قاعدة بيانات كرة القدم.إي يو (الإنجليزية)
- اكسيل بيليغاسين على موقع بيانات كرة القدم. دي إي (الألمانية)
- اكسيل بيليغاسين على موقع Soccerbase.com (لاعب) (الإنجليزية)
- اكسيل بيليغاسين على موقع عالم كرة القدم.نت (الإنجليزية)
- اكسيل بيليغاسين على موقع AS.com (الإسبانية)